# Paraíso Río Tonto
Paraíso Río Tonto är en ort i Mexiko.   Den ligger i kommunen Tres Valles och delstaten Veracruz, i den sydöstra delen av landet, 300 km öster om huvudstaden Mexico City. Paraíso Río Tonto ligger 32 meter över havet och antalet invånare är 406.
Terrängen runt Paraíso Río Tonto är platt. Runt Paraíso Río Tonto är det ganska tätbefolkat, med 160 invånare per kvadratkilometer. Närmaste större samhälle är Tuxtepec, 15,1 km sydost om Paraíso Río Tonto. Trakten runt Paraíso Río Tonto består till största delen av jordbruksmark.